# Achrophyllum anomalum
Achrophyllum anomalum là một loài Rêu trong họ Hookeriaceae. Loài này được (Schwägr.) H. Rob. mô tả khoa học đầu tiên năm 1974.